# La Praz
La Praz je obec na západě Švýcarska v kantonu Vaud. Žije zde 165 obyvatel.

## Geografie
La Praz leží v nadmořské výšce 873 m, vzdušnou čarou 20 km jihozápadně od okresního města Yverdon-les-Bains. Zemědělská vesnice se rozkládá na jižním svahu Jury, v panoramatické poloze vysoko nad rovinou střední části kantonu Vaud.
Území obce o rozloze 5,1 km² pokrývá část jižního svahu pohoří Vaudský Jura. Území obce se rozkládá od okraje Prins Bois na západě přes ostrov La Praz a zalesněný sráz (Côte de la Praz) až po výšinu jurského masivu mezi údolím řeky Nozon a náhorní plošinou. Nejvyšší bod obce se nachází v nadmořské výšce 1300 m n. m. v blízkosti chaty Chalet Dernier. Zde se nacházejí rozsáhlé jurské vysokohorské pastviny s typickými mohutnými smrky, které zde stojí buď jednotlivě, nebo ve skupinách. V roce 1997 byla 4 % rozlohy obce pokryta zastavěnou plochou, 51 % lesy a lesními porosty a 45 % zemědělstvím.
K La Praz patří také několik samostatných osad. Sousedními obcemi jsou Juriens, Moiry und Mont-la-Ville.

## Historie
Stopy svědčí o raném osídlení území obce. První písemná zmínka o obci pochází z roku 1330 a nese dnešní název. Později se objevily názvy Prata (1400) a Lapraz (1867). Název místa pochází z latinského slova pratum (louka, pastvina).
Od středověku patřil La Praz klášteru Romainmôtier. Po dobytí Vaudu Bernem v roce 1536 se vesnice stala součástí kastelánství a panství Romainmôtier. Po pádu Staré konfederace patřila obec v letech 1798–1803 během helvétského období ke kantonu Léman, který byl poté po vstupu v platnost Ústavy o zprostředkování sloučen s kantonem Vaud. V roce 1798 byla přiřazena k okresu Orbe. V roce 1881 padla řada domů za oběť požáru vesnice.

## Obyvatelstvo
Z celkového počtu obyvatel je 94,9 % francouzsky mluvících, 4,3 % německy mluvících a 0,9 % anglicky mluvících (k roku 2000). V roce 1850 žilo v La Praz celkem 247 obyvatel. Poté došlo k silnému odlivu obyvatel až do roku 1970 (102 obyvatel). Od té doby počet obyvatel opět mírně vzrostl.

## Hospodářství
Pro obec La Praz je stále charakteristické zemědělství, v minulosti převažovalo v okolí obce orné zemědělství, zatímco dnes je hlavní činností chov dobytka, zejména dojnic. Další pracovní příležitosti poskytují místní drobní podnikatelé. Vzhledem k tomu, že se La Praz v posledních desetiletích postupně vyvinula v rezidenční obec, mnoho pracujících za prací dojíždí.

## Doprava
Obec se nachází mimo hlavní dopravní tahy a má spojení se třemi sousedními obcemi. La Praz je napojen na síť veřejné dopravy prostřednictvím linky Postbusu, která jezdí z Croy do La Praz.